# HD 147018 b

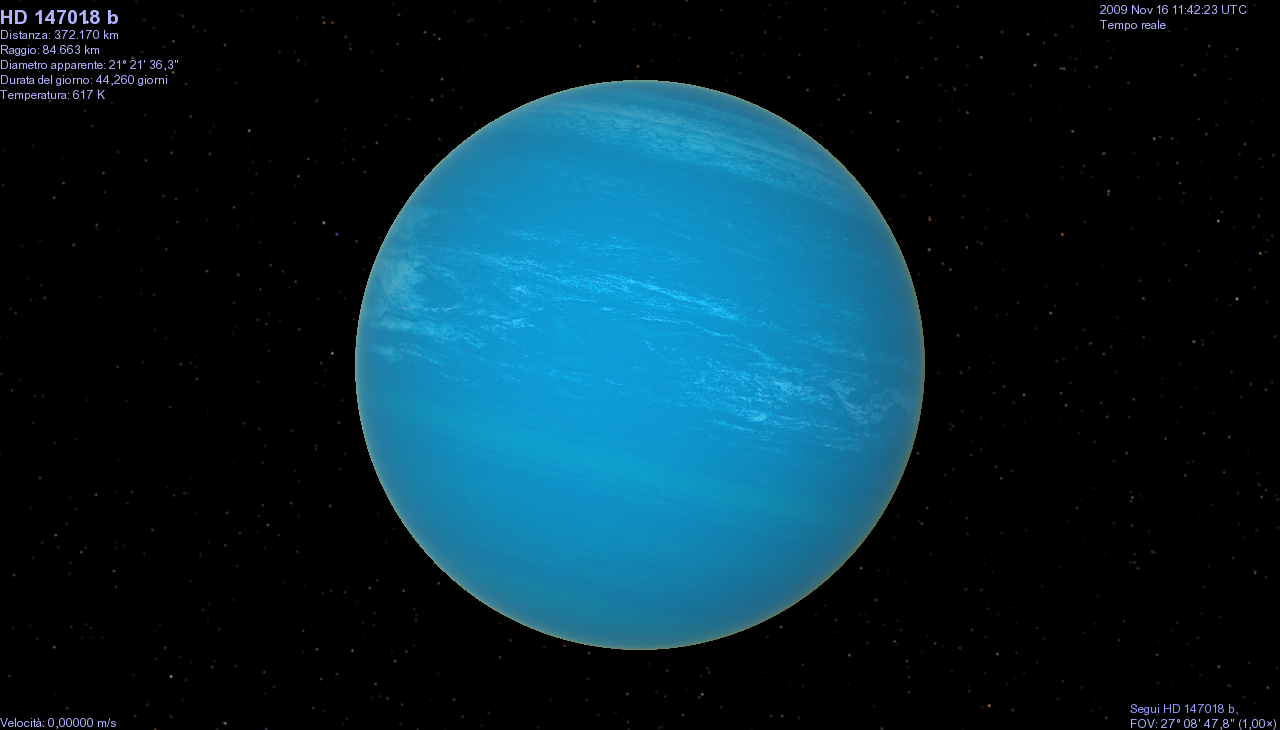
Imagem ilustrativa de HD 147018 b.

HD 147018 b é um planeta extrassolar que orbita a estrela HD 147018, localizada na constelação de Triangulum Australe a 140 anos-luz (43 parsecs) da Terra. Foi descoberto pelo espectrógrafo CORALIE, no Observatório La Silla, Chile, que usou o método da velocidade radial para detectar pequenas variações na velocidade radial da estrela, causadas pela gravidade do planeta. Essa descoberta foi publicada no Astronomy and Astrophysics em fevereiro de 2010, junto com a descoberta do planeta vizinho HD 147018 c.
HD 147018 b é um gigante gasoso com uma massa mínima de 2,12 vezes a massa de Júpiter. Orbita a estrela a uma distância média de 0,24 UA (24% da distância da Terra ao Sol) em um período de 44 dias. Sua órbita tem uma excentricidade alta de 0,4686.